# Springdale (Lexington, Carolina do Sul)
Springdale é uma Região censo-designada localizada no estado norte-americano de Carolina do Sul, no Condado de Lexington. Faz parte da Região Metropolitana de Columbia.
Existe outra localidade com o mesmo nome no estado, a qual pertence ao condado de Lancaster, no nordeste do estado.

## Demografia
Segundo o censo norte-americano de 2000, a sua população era de 2877 habitantes.

## Geografia
De acordo com o United States Census Bureau tem uma área de 10,5 km², dos quais 0,1 km² cobertos por água.